# Lévino
Lévino (en rus: Левино) és un poble de l'óblast de Vladímir, a Rússia, segons el cens del 2010 tenia 367 habitants. Pertany al districte municipal de Mélenki.